# Biblioteca di Ricerca Area Umanistica (Napuljsko sveučilište Federico II.)
Biblioteca di Ricerca Area Umanistica (BRAU) je sveučilišna knjižnica Dipartimento di Studi Umanistici Sveučilišta u Napulju Federica II.
Osnovan je 2009. godine, ali napuljska barokna zgrada datira iz 1564. godine, a dizajnirala ju je Paola Cappellani. Nalazi se na trgu Piazza Bellini u povijesnom središtu grada Napulja u Italiji.

## Povijest
Zgradu, čije je ime Sant'Antoniello a Port'Alba, osnovala je kao samostan 1564. sestra Paola Cappellani. Samostan je proširen pripajanjem susjedne palače Principi di Conca - time je izvorna fasada zatvorena od javnog pristupa, iako su ostaci izvornih vrata još uvijek vidljivi.
Sadašnje pročelje iz 18. stoljeća izgrađeno je u isto vrijeme kada i veliko stubište zgrade s dvije rampe. Nakon nedavne restauracije, zgradu je kupilo napuljsko sveučilište Federico II. Od 26. siječnja 2009. postao je mjesto za BRAU, humanističku istraživačku knjižnicu sveučilišta.

## Unutarnja arhitektura i uređenje
Arhitektura i unutarnje uređenje knjižnice slijedi u stilu napuljskog baroka stilu, posebno zahvaljujući štukaturama koje je dovršio Arcangelo Guglielmelli za obnovu crkve 1684. Oltar je mramorni, s umetnutim biserom. Neko je vrijeme slika glavnog oltara bila Santa Cecilia in estasi Bernarda Cavallina, no nakon nekoliko kontroverzi djelo je premješteno u Muzej Capodimonte.
Na bočnim oltarima nalazi se više slika na platnu poput San Giuseppea Antonio Sarnelli i San Filippo Benizi Ferdinanda Castiglie. Na stropu je slika svetog Antuna koju je 1700-ih dovršio nepoznati manirist. Tu je i drveni kip svetog Mihaela Arkanđela iz 18. stoljeća.

## Vanjske poveznice
- Službena stranica  Arhivirana inačica izvorne stranice od 12. veljače 2023. (Wayback Machine)